# ГЕС Чірата
ГЕС Чірата — гідроелектростанція в Індонезії на заході острова Ява. Знаходячись між ГЕС Сагулінг (вище по течії) та ГЕС Джатілухур, входить до складу каскаду на річці Citarum, яка впадає у Яванське море за кілька десятків кілометрів на північний схід від Джакарти. Станом на другу половину 2010-х найпотужніша ГЕС країни.
У межах проекту річку перекрили кам'яно-накидною греблею із бетонним облицюванням висотою 126 метрів та довжиною 453 метри, яка потребувала 3,9 млн м3 матеріалу. Вона утримує водосховище з площею поверхні 62 км2 та об'ємом 2165 млн м3 (корисний об'єм 796 млн м3).
Останні три кілометри перед греблею річка тече у східному напрямку, проте після неї одразу завертає на північ та захід, проходячи на зворотньому шляху за один кілометр від сховища (проте на значно нижчому рівні). Останню ділянку вибрали для спорудження ГЕС, сполучивши резервуар з підземним машинним залом, що має розміри 253х25 метрів при висоті 50 метрів.
У 1988 році ввели в експлуатацію першу чергу у складі чотирьох турбін типу Френсіс потужністю по 126 МВт, а за дев'ять років завершили другу чергу з такими ж характеристиками. При напорі у 112,5 метра це обладнання забезпечує виробництво 1426 млн кВт-год електроенергії на рік.